# ジャクソン郡 (ジョージア州)

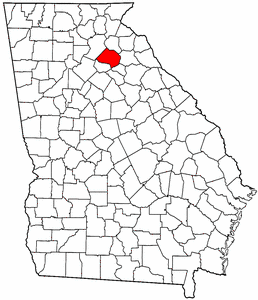
ジョージア州内の位置

ジャクソン郡（Jackson County）は、アメリカ合衆国ジョージア州にある郡である。人口は6万3330人（2015年）。郡庁所在地はジェファーソンである。

## 地理
アメリカ合衆国統計局によると、この郡は総面積888 km2 (343 mi2) である。このうち887 km2 (342 mi2) が陸地で2 km2 (1 mi2) が水地域である。総面積の0.19%が水地域となっている。

## 人口動勢
2000年国勢調査で、この郡は人口41,589人、15,057世帯、及び11,488家族が暮らしている。人口密度は47/km2 (122/mi2) である。18/km2 (47/mi2) の平均的な密度に16,226軒の住宅が建っている。この郡の人種的な構成は白人89.00%、アフリカン・アメリカン7.78%、先住民0.18%、アジア0.96%、太平洋諸島系0.00%、その他の人種1.07%、及び混血1.01%である。ここの人口の3.00%はヒスパニックまたはラテン系である。
この郡内の住民は26.60%が18歳未満の未成年、18歳以上24歳以下が8.70%、25歳以上44歳以下が31.80%、45歳以上64歳以下が22.50%、及び65歳以上が10.40%にわたっている。中央値年齢は35歳である。女性100人ごとに対して男性は100.40人である。18歳以上の女性100人ごとに対して男性は97.80人である。
この郡内の世帯ごとの平均的な収入は40,349米ドルであり、家族ごとの平均的な収入は46,211米ドルである。男性は34,063米ドルに対して女性は22,774米ドルの平均的な収入がある。この郡の一人当たりの収入 (per capita income) は17,808米ドルである。人口の12.00%及び家族の9.90%は貧困線以下である。全人口のうち18歳未満の13.30%及び65歳以上の17.90%は貧困線以下の生活を送っている。

## 都市及び町
- ジェファーソン
- ブレイセルトン（一部はバロウ郡、ホール郡、グイネット郡内）
- Arcade
- Commerce
- Hoschton
- Nicholson
- Pendergrass
- Talmo